# Bleekschouderuil
De bleekschouderuil (Acontia lucida) is een vlinder van de familie van de uilen (Noctuidae). De wetenschappelijke naam van deze soort is voor het eerst voorgesteld als Noctua lucida door Johann Siegfried Hufnagel in een publicatie uit 1766.

## Verspreiding
De soort komt voor in:
- het Palearctisch gebied waaronder vrijwel geheel Europa met uitzondering van IJsland, Noorwegen, Zweden, Denemarken en de Baltische staten en verder in Turkije, Syrië, Libanon, Israël, Jordanië, Irak, Iran, Kirgizië, Kazachstan,  China, Madeira, de Canarische Eilanden, Marokko, Algerije, Tunesië, Libië en Egypte,
- het Afrotropisch gebied waaronder de Westelijke Sahara, Saudi-Arabië, de Verenigde Arabische Emiraten, Oman en Jemen,
- het Oriëntaals gebied waaronder India.

## Waardplanten
De rups leeft op:
- Asteraceae
  - Taraxacum sp.
- Chenopodiaceae
  - Chenopodium sp.
- Convolvulaceae
  - Convolvulus sp.
- Malvaceae
  - Alcea biennis
  - Althaea sp.
  - Malva moschata
  - Malva neglecta
  - Malva sylvestris